# Raita

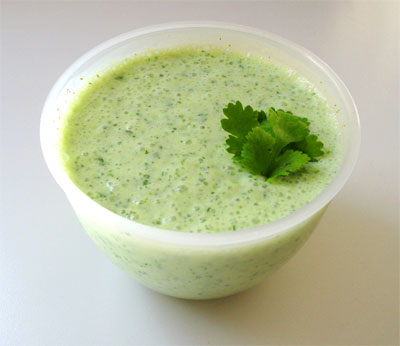
Raita mit Gurke und Minze

Raita ist ein indisches Gericht oder eine Beilage auf Joghurtbasis. Im Gegensatz zu verwandten europäischen Vorspeisen, wie dem griechischen Tsatsiki, dem türkischen Cacık oder auch dem bulgarischen Tarator, basiert Raita auf einer flexibleren Zutatenkomposition. So werden zwar auch im Raita oftmals Gurken oder Knoblauch, aber auch Tomaten, Karotten, milde und scharfe Paprika, Zwiebeln, teilweise auch eingelegtes Gemüse und Gewürze wie Kreuzkümmel oder Kurkuma in den verschiedensten Mengenverhältnissen verwendet.

## Verwendung
Raita wird traditionell als Begleitspeise zu diversen anderen indischen Gerichten wie Curry, Dal, süß-pikantem und sauer eingelegtem Gemüse oder indischem Brot gereicht. Es lässt sich nach persönlichem Geschmack vielfältig mit anderen Speisen kombinieren.